# عین فراج
عین فراج (به عربی: عین فراج) یک روستا در سوریه است که در ناحیه وادی العیون واقع شده‌است. عین فراج ۱۹۰ نفر جمعیت دارد.